# Gauriaguet
Gauriaguet är en kommun i departementet Gironde i regionen Nouvelle-Aquitaine i sydvästra Frankrike. Kommunen ligger i kantonen Saint-André-de-Cubzac som tillhör arrondissementet Blaye. År 2022 hade Gauriaguet 1 537 invånare.

## Befolkningsutveckling
Antalet invånare i kommunen Gauriaguet
Referens:INSEE